# 埃佩尔农
埃佩尔农（法語：Épernon，法語發音：[epɛʁnɔ̃]），法国中北部城市，中央-卢瓦尔河谷大区厄尔-卢瓦省的一个市镇，隶属于沙特尔区，其市镇面积为6.5平方公里，2022年1月1日时人口数量为5,509人，在法国城市中排名第1,969位。
埃佩尔农位于厄尔-卢瓦省东北部，与伊夫林省接壤，是巴黎－布雷斯特铁路离开法兰西岛后进入的第一座城市，属于巴黎城市区的一部分。埃佩尔农也是一个区域性的工商业中心和法兰西岛厄尔门市镇公共社区的办公驻地。法国数学家米歇尔·沙勒出生于埃佩尔农。

## 地名来源

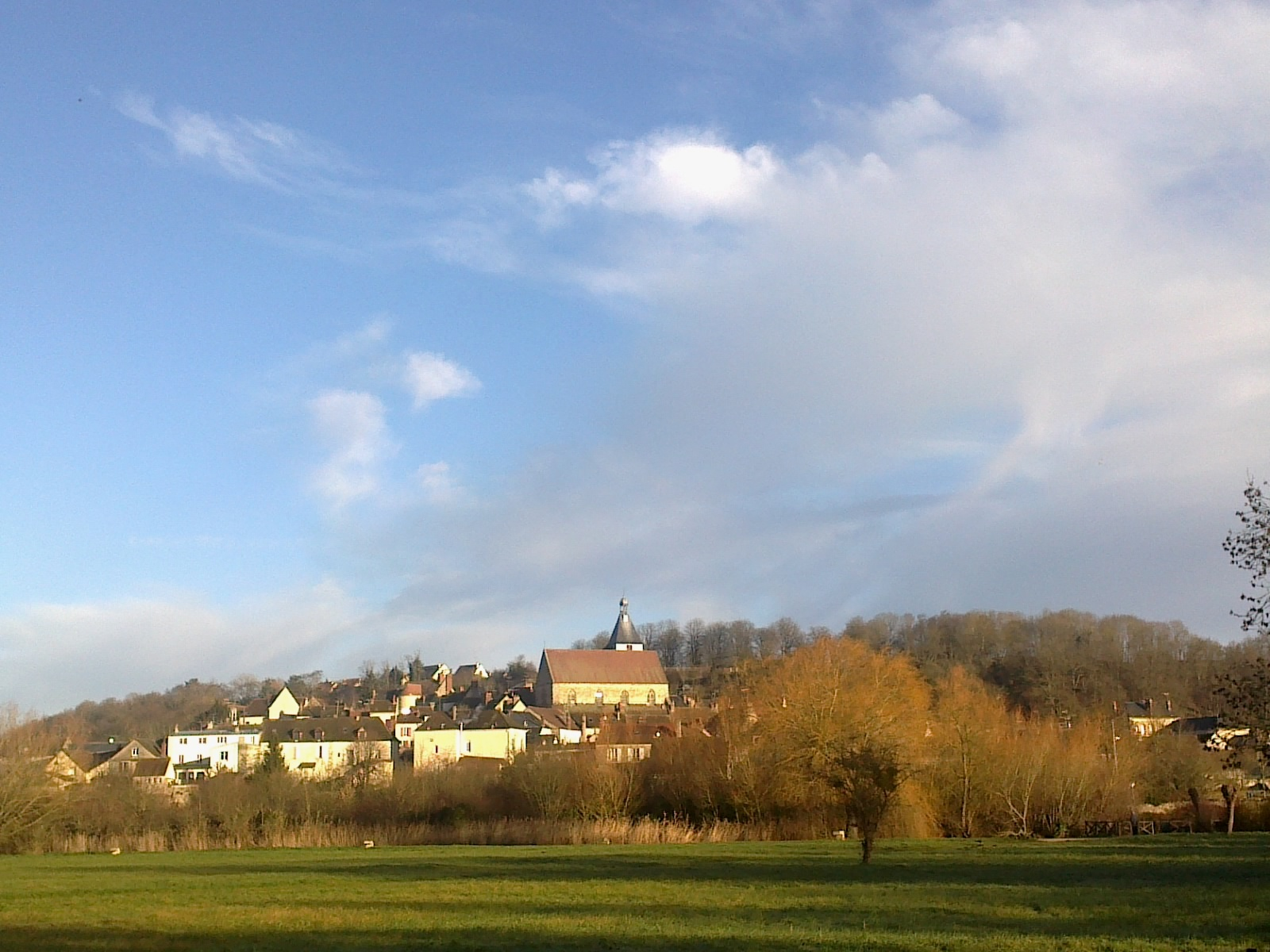
远眺埃佩尔农

“埃佩尔农”一名来源于高卢语单词“Sparro”，意为“荆棘”，可能与当地的自然景观有关。

## 历史
埃佩尔农的早期历史缺乏相关记载。公元10世纪时，罗贝尔二世曾在此修建防御工事，以保护其位于伊夫林森林内的圣莱热城堡（Château de Saint-Léger）。1581年，亨利三世创建埃佩尔农公爵爵位，让-路易·德·诺加雷和其子贝尔纳·德·诺加雷先后获得该爵位。法国大革命后，埃佩尔农成为厄尔-卢瓦省的一个市镇。工业革命期间，巴黎－布雷斯特铁路由此通过。西班牙内战期间，埃佩尔奈收留了近两千名难民。

## 地理

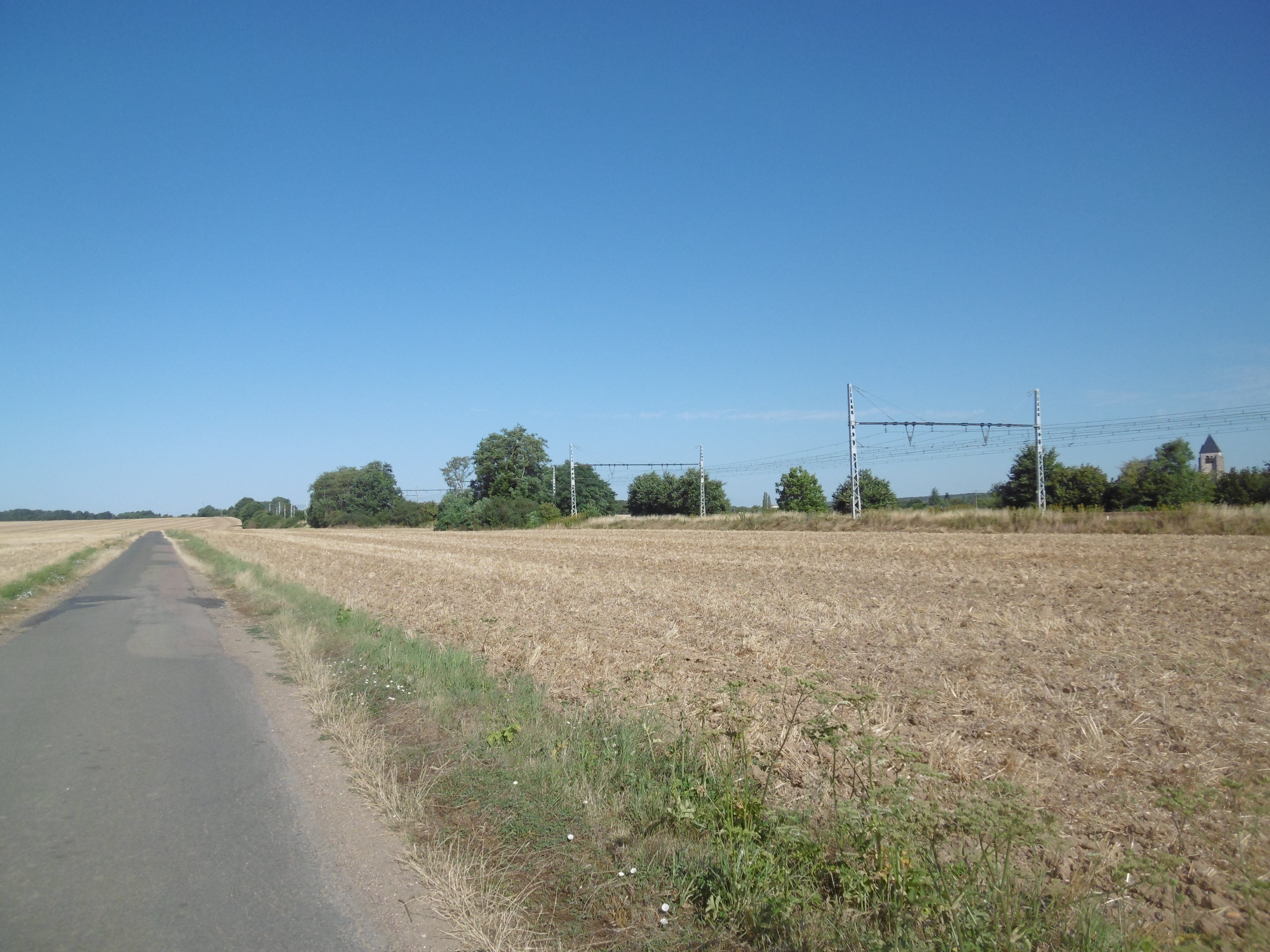
埃佩尔农附近的农业用地

埃佩尔农位于法国中北部，中央-卢瓦尔河谷大区北部和厄尔-卢瓦省东北部，与伊夫林省接壤，距离省会沙特尔大约28公里，距离巴黎大约65公里。与埃佩尔农接壤的市镇包括：赖泽、埃芒塞、圣伊拉里永。

### 地形
埃佩尔农位于博斯平原与伊夫林森林的交汇处，境内地势平坦，北侧略高于南侧，全境海拔在110到165米之间。

### 水文
德鲁埃特河自东向西流经境内，盖维尔河和盖勒河两条小溪在此与其交汇，德鲁埃特河是厄尔河的支流，属于塞纳河水系。

### 植被
埃佩尔农属于温带落叶林区，林地广泛分布于市区内的多个街区。

### 气候
埃佩尔农在柯本气候分类法中属于温带海洋性气候。
距离埃佩尔农最近的气象站位于乌镇境内，以下为该气象站的数据（其中日照数据取自尚福尔）：
| 埃佩尔农1981年－2019年 | 埃佩尔农1981年－2019年 | 埃佩尔农1981年－2019年 | 埃佩尔农1981年－2019年 | 埃佩尔农1981年－2019年 | 埃佩尔农1981年－2019年 | 埃佩尔农1981年－2019年 | 埃佩尔农1981年－2019年 | 埃佩尔农1981年－2019年 | 埃佩尔农1981年－2019年 | 埃佩尔农1981年－2019年 | 埃佩尔农1981年－2019年 | 埃佩尔农1981年－2019年 | 埃佩尔农1981年－2019年 |
| 月份                   | 1月                    | 2月                    | 3月                    | 4月                    | 5月                    | 6月                    | 7月                    | 8月                    | 9月                    | 10月                   | 11月                   | 12月                   | 全年                   |
| ---------------------- | ---------------------- | ---------------------- | ---------------------- | ---------------------- | ---------------------- | ---------------------- | ---------------------- | ---------------------- | ---------------------- | ---------------------- | ---------------------- | ---------------------- | ---------------------- |
| 历史最高温 °C（°F）    | 16.2 (61.2)            | 19.8 (67.6)            | 24.7 (76.5)            | 29.5 (85.1)            | 33 (91)                | 37 (99)                | 39.5 (103.1)           | 40 (104)               | 34.8 (94.6)            | 29.6 (85.3)            | 21.5 (70.7)            | 17 (63)                | 40 (104)               |
| 平均高温 °C（°F）      | 6.7 (44.1)             | 8 (46)                 | 11.9 (53.4)            | 15.3 (59.5)            | 19 (66)                | 22.4 (72.3)            | 25.1 (77.2)            | 25 (77)                | 21.2 (70.2)            | 16.2 (61.2)            | 10.4 (50.7)            | 6.9 (44.4)             | 15.7 (60.3)            |
| 日均气温 °C（°F）      | 3.8 (38.8)             | 4.2 (39.6)             | 7.2 (45.0)             | 9.5 (49.1)             | 13.2 (55.8)            | 16.3 (61.3)            | 18.6 (65.5)            | 18.5 (65.3)            | 15.2 (59.4)            | 11.6 (52.9)            | 6.9 (44.4)             | 4.1 (39.4)             | 10.8 (51.4)            |
| 平均低温 °C（°F）      | 0.8 (33.4)             | 0.5 (32.9)             | 2.4 (36.3)             | 3.8 (38.8)             | 7.4 (45.3)             | 10.3 (50.5)            | 12.2 (54.0)            | 11.9 (53.4)            | 9.3 (48.7)             | 7.1 (44.8)             | 3.4 (38.1)             | 1.4 (34.5)             | 5.9 (42.6)             |
| 历史最低温 °C（°F）    | −21 (−6)               | −18.8 (−1.8)           | −12.4 (9.7)            | −6.2 (20.8)            | −4.2 (24.4)            | −1.2 (29.8)            | 1.1 (34.0)             | 1 (34)                 | −2.3 (27.9)            | −6.5 (20.3)            | −11.8 (10.8)           | −21 (−6)               | −21 (−6)               |
| 平均降水量 mm（）      | 50 (2.0)               | 41.6 (1.64)            | 45 (1.8)               | 46.6 (1.83)            | 57.8 (2.28)            | 47.7 (1.88)            | 56.5 (2.22)            | 42.3 (1.67)            | 47.9 (1.89)            | 60.7 (2.39)            | 52.2 (2.06)            | 56.5 (2.22)            | 604.8 (23.81)          |
| 月均日照時數           | 65.7                   | 83.7                   | 135.8                  | 176.1                  | 202.9                  | 222.6                  | 224.5                  | 219.6                  | 177.8                  | 119.2                  | 71.9                   | 58.2                   | 1,758                  |
| 来源：Infoclimat.fr    |                        |                        |                        |                        |                        |                        |                        |                        |                        |                        |                        |                        |                        |

## 行政区划
埃佩尔农是法国中央-卢瓦尔河谷大区厄尔-卢瓦省的一个市镇，编号为28140。埃佩尔农隶属于沙特尔区，管理埃佩尔农县，同时也是法兰西岛厄尔门市镇公共社区的办公驻地。
法国国家统计与经济研究所（简称）在进行数据统计时，将埃佩尔农及相邻的另外5个市镇设为埃佩尔农城市核心区，并将包括核心区在内的周边共1794个市镇划为巴黎城市区。同时，还将埃佩尔农市镇分为了2个“块区”（IRIS），以便于统计人口分布情况。

## 交通

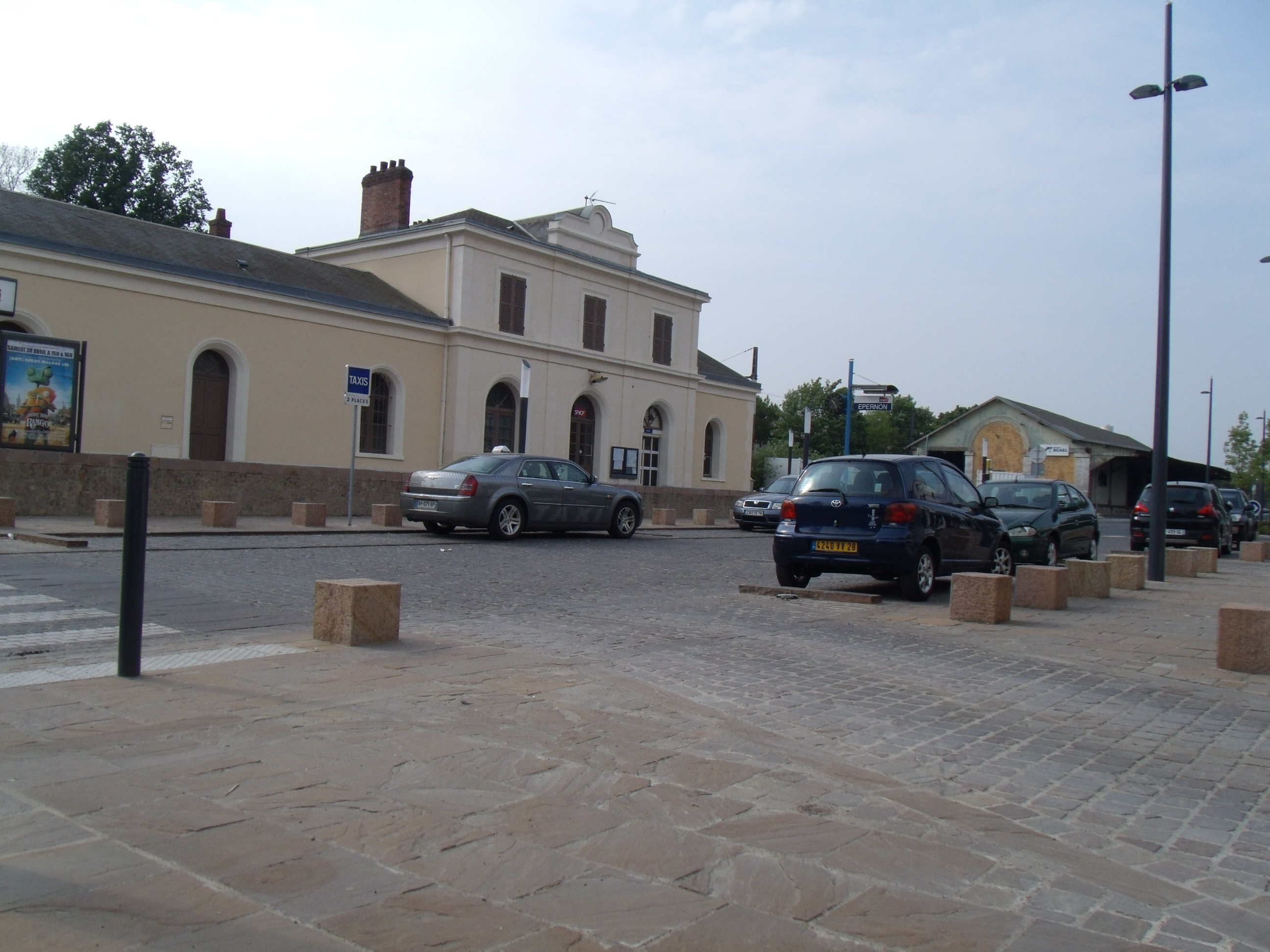
埃佩尔农火车站

### 公路
多条厄尔-卢瓦省省道在埃佩尔农境内交汇，中央-卢瓦尔河谷大区下属的厄尔-卢瓦省城际客运提供巴士线路，可前往圣马丁德尼热勒、伊默赖、诺让勒鲁瓦及伊夫林地区圣康坦等地。
2017年，72.5%的埃佩尔农家庭拥有至少一辆的私人汽车。2018年，埃佩尔农境内共发生各类交通事故3起，造成4人受伤。

### 铁路
埃佩尔农位于巴黎－布雷斯特铁路上。埃佩尔农站位于市区中南部，停靠往返于巴黎和沙特尔及勒芒一线的区域列车。

### 航空
距离埃佩尔农最近的民用航空站为巴黎-奥利机场，距离埃佩尔农市中心的公路里程约70公里。

### 城市公共交通
埃佩尔农暂无城市公共交通系统。

## 政治

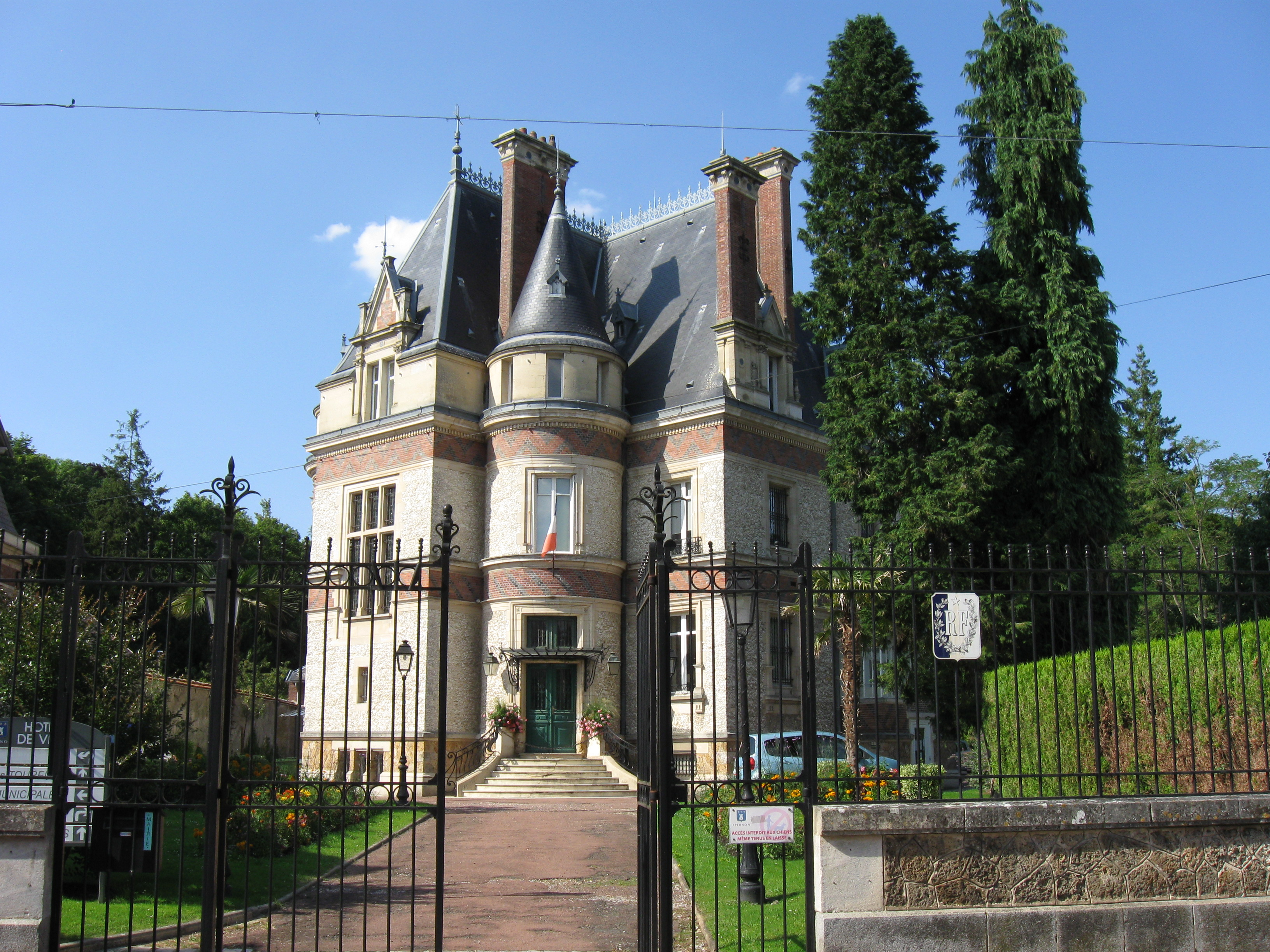
埃佩尔农市政厅

埃佩尔农的现任市长为弗朗索瓦·贝洛姆先生（François Belhomme），他是右翼无党派人士的一名成员，在2020年的市政选举中获得了58.61%的支持率。
在2017年的法国总统大选中，法国第25任总统埃马纽埃尔·马克龙在埃佩尔农获得了67.87%的支持率。
| 埃佩尔农历届市长 |                 |                             |
| 任期             | 市长            | 党派                        |
| 1945年－1947年   | 马克西姆·卢韦   | 不详                        |
| 1947年－1959年   | 阿尔弗雷德·芒索 | 不详                        |
| 1959年－1965年   | 弗朗索瓦·吉尔   | 不详                        |
| 1965年－1977年   | 埃米尔·拉贝特   | 不详                        |
| 1977年－1983年   | 罗贝尔·洛皮托   | 不详                        |
| 1983年－2001年   | 勒内·加拉斯     | UDF法国民主联盟 →DL民主自由 |
| 2001年－2019年   | 弗朗索瓦丝·拉蒙 | DVD右翼无党派人士           |
| 2019年－         | 弗朗索瓦·贝洛姆 | DVD右翼无党派人士           |

## 人口
2017年，埃佩尔农市镇人口数量为5,551，在法国排名第1,969位。其中男性2,596人，女性2,955人，75岁及以上人口占6.9%，外籍人口数量为1,263人，人口密度为861人/平方公里，当地居民被称为（男性）或（女性）。2018年，埃佩尔农境内出生78人，死亡人口40人。
| 年份   | 1936  | 1946  | 1954  | 1962  | 1968  | 1975  | 1982  | 1990  | 1999  | 2004  | 2009  | 2014  | 2017  |
| ------ | ----- | ----- | ----- | ----- | ----- | ----- | ----- | ----- | ----- | ----- | ----- | ----- | ----- |
| 人口數 | 2,008 | 1,829 | 2,013 | 2,417 | 3,329 | 4,200 | 4,950 | 5,097 | 5,498 | 5,295 | 5,281 | 5,518 | 5,551 |

## 经济
埃佩尔农是一个区域性的中心城市，当地共有各类用人单位616家，平均历史为15年，其中94%为中小型企业（PME）。法尔梅尔（Pharmel，医药销售）、迪蓬（Dupon France，副食品）及内尔韦·布鲁索（Entreprise Nervet Brousseau，暖通）是当地2019年营业额最高的三个企业，分别为43,392,931欧元、12,961,459欧元和5,852,269欧元。

## 财政收入
2018年，埃佩尔农的财政收入总额为8,145,030欧元，财政支出总额为7,242,930欧元，当年的债务总额为7,063,820欧元。
2015年，埃佩尔农的人均月收入总额为2,592欧元，其中高职人员为4,152欧元，普通职员为1,971欧元。
2017年，埃佩尔农境内的青壮年（15至64岁）失业率为11.7%，当地58.5%的家庭拥有纳税资格。

## 社会事务

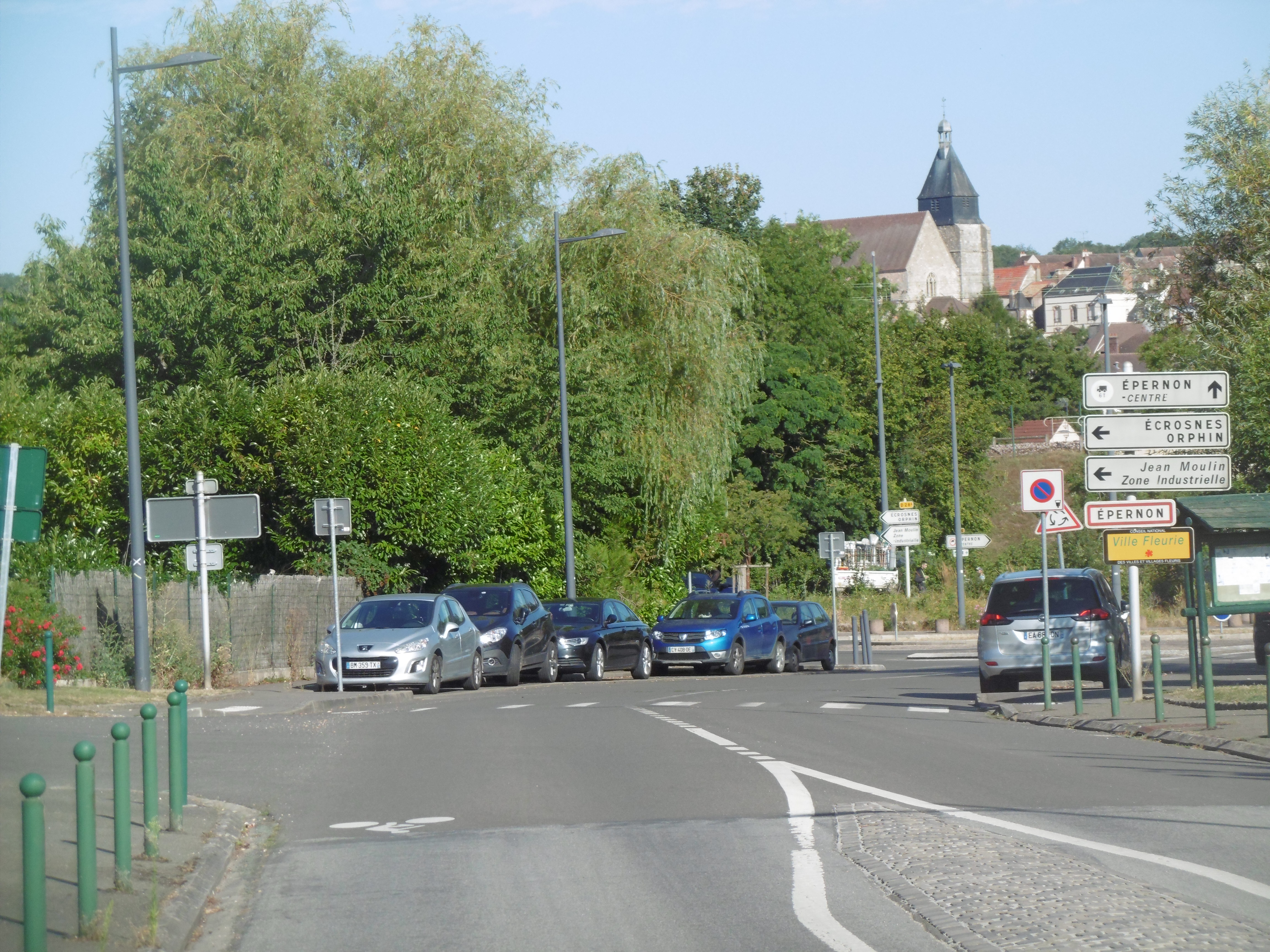
埃佩尔农的一处街口

### 教育
埃佩尔农属于奥尔良-图尔学区。截止2019年1月1日，埃佩尔农境内共有1所幼儿园、2所小学和1所初级中学。2018至2019学年度，埃佩尔农境内共有在校中等教育阶段学生539名。

### 医疗
截止2019年1月1日，埃佩尔农境内共有全科医生6名、保健师6名和牙医3名。境内共有药房2家。
埃佩尔农属于“朗布伊埃中心医院”（Centre Hospitalier de Rambouillet）的服务范围，后者是法国的一个区域性医疗机构，其主病区位于朗布伊埃市区，距离埃佩尔农大约11公里，设有床位224个，是这一地区规模最大的公立综合性医院。

### 住房
2017年，埃佩尔农境内共有各类住房3,074套，其中37.1%为独立式居民区，62.4%为集中式居民区。常住房屋占埃佩尔农市镇范围内居民建筑总量的90.1%。

### 商业
2018年，埃佩尔农境内共有各类实体商铺122家，其中餐厅14家、杂货店1家、面包房4家、肉铺1家、书店1家、银行门店8家、美容美发店9家、汽车维修店5家。市区南部与昂什交界的区域建有大型开放式商业街区。

### 体育
2019年，埃佩尔农境内共有1家游泳池、1间体育馆、1座综合体育场、8处网球场、1处足球或橄榄球场以及1处篮球或排球场。
埃佩尔农友谊足球俱乐部（Amicale Epernon Football）是当地的一支足球队，2020至2021赛季参加中央-卢瓦尔河谷大区足球联赛。

### 环境
埃佩尔农的环境事务由其所属的公共社区负责。2018年，埃佩尔农境内共有5家污染企业。

### 治安
2014年，埃佩尔农及附近地区共发生各类案件3,113起，其中盗窃类案件2,146起，经济类案件260起，毒品交易类案件106起。

## 文化
2019年，埃佩尔农境内共有1家剧场和1家电影院。埃佩尔农市政府提供多媒体中心，向公众全年开放。

### 建筑
埃佩尔农境内有多处法国国家文物保护单位，其中水井楼、圣皮埃尔教堂等为当地的代表性建筑物。

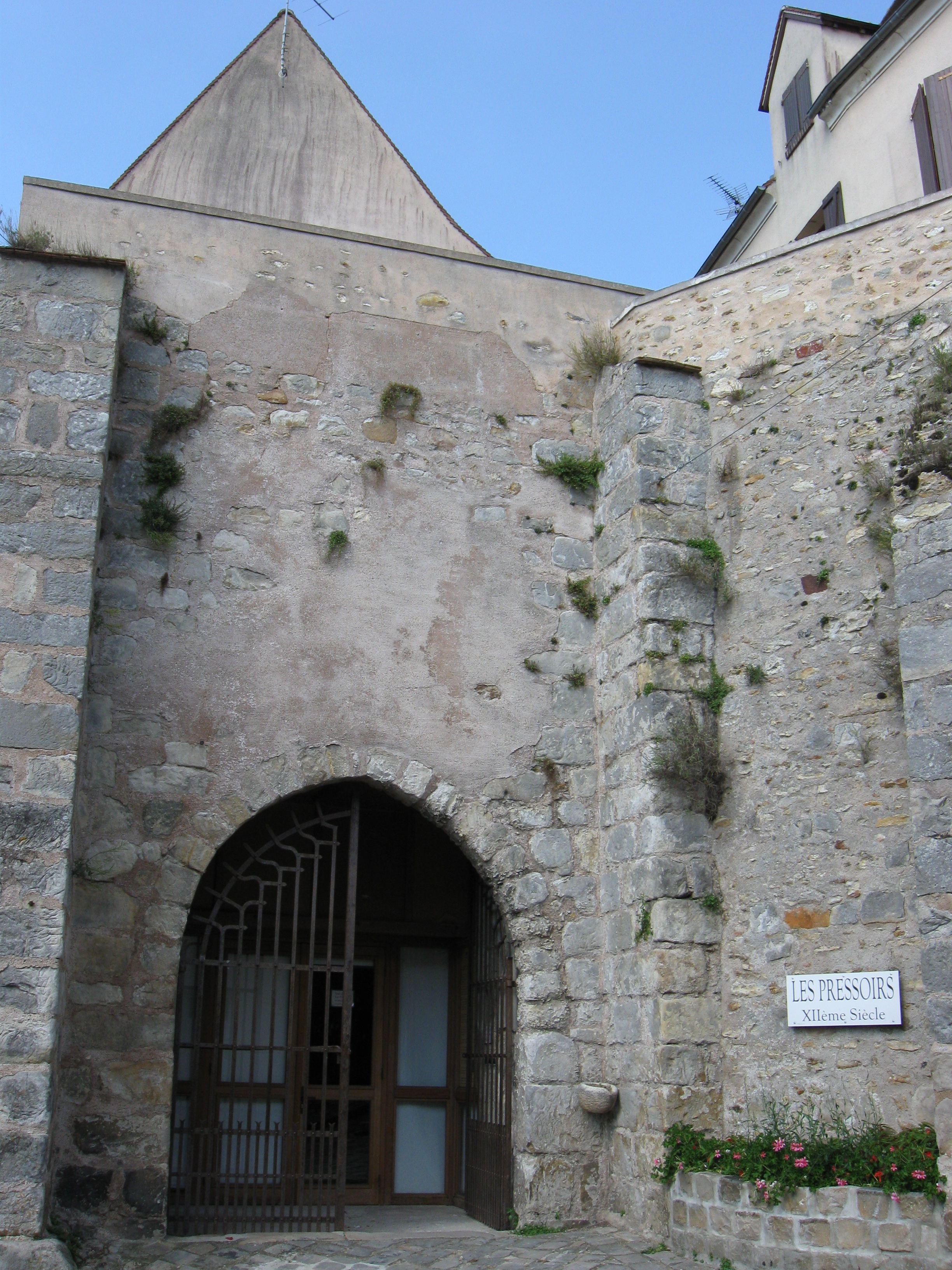
水井楼（法语：Les Pressoirs）
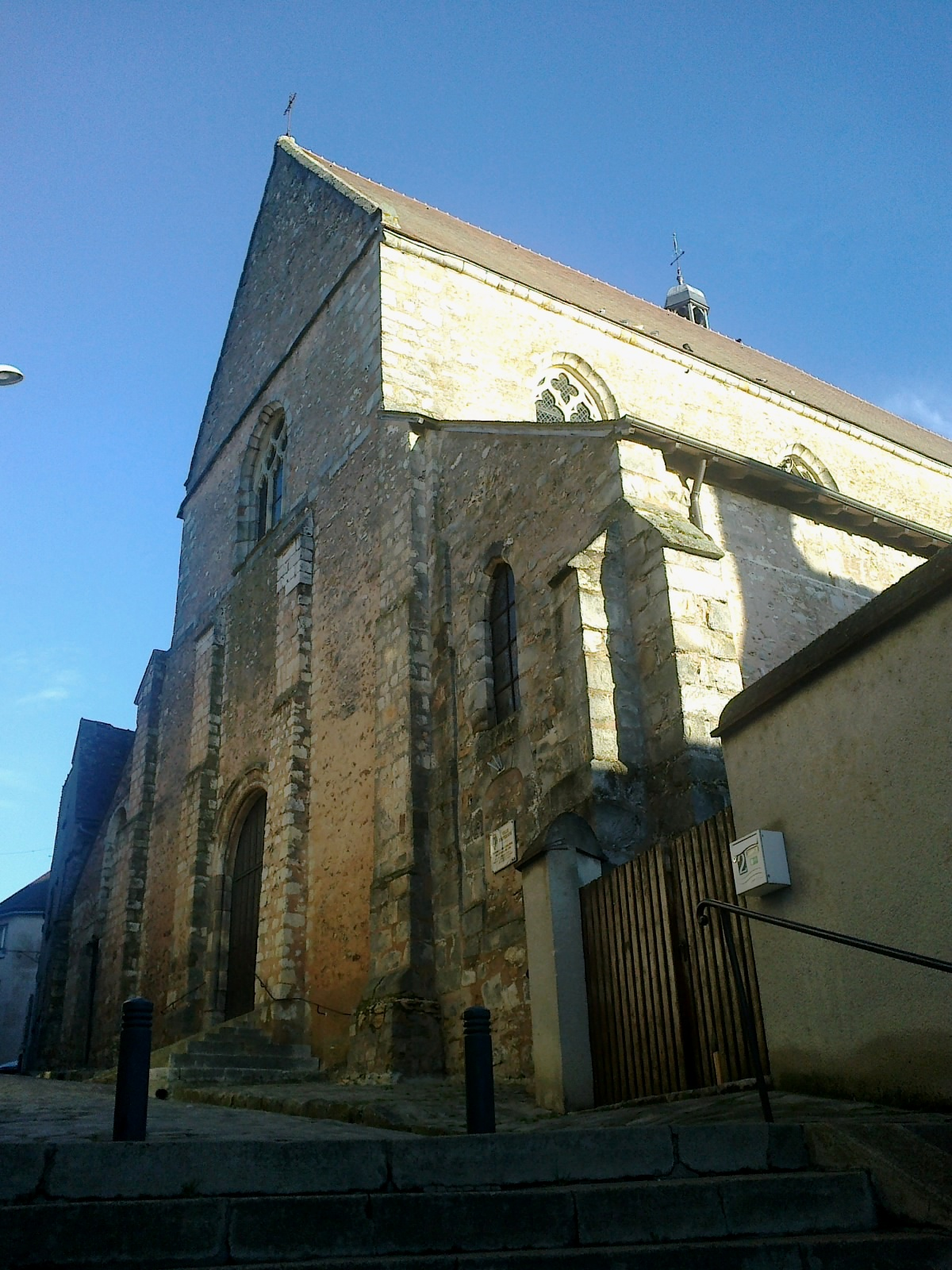
圣皮埃尔教堂（法语：Église Saint-Pierre d'Épernon）
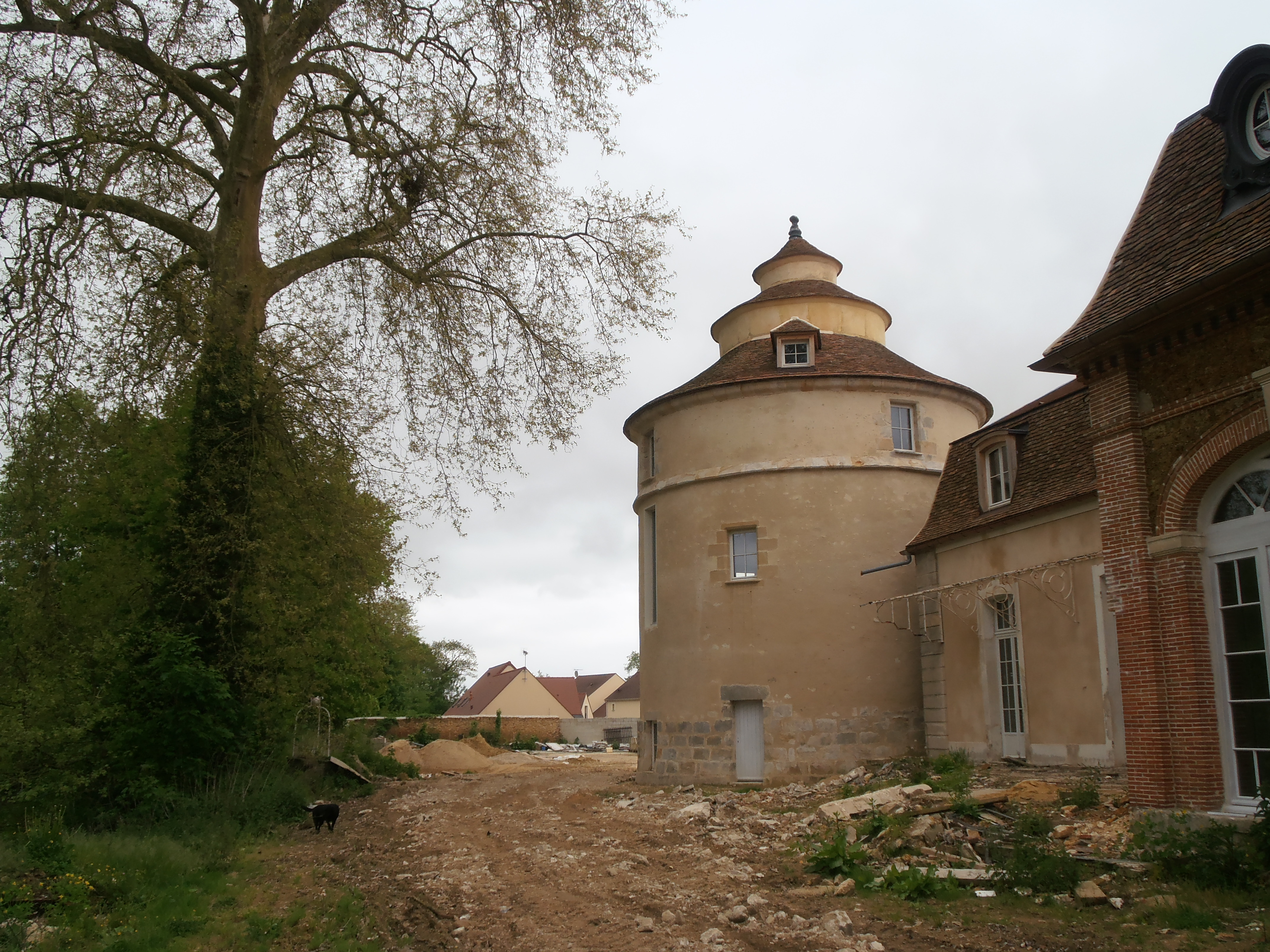
城堡旧址
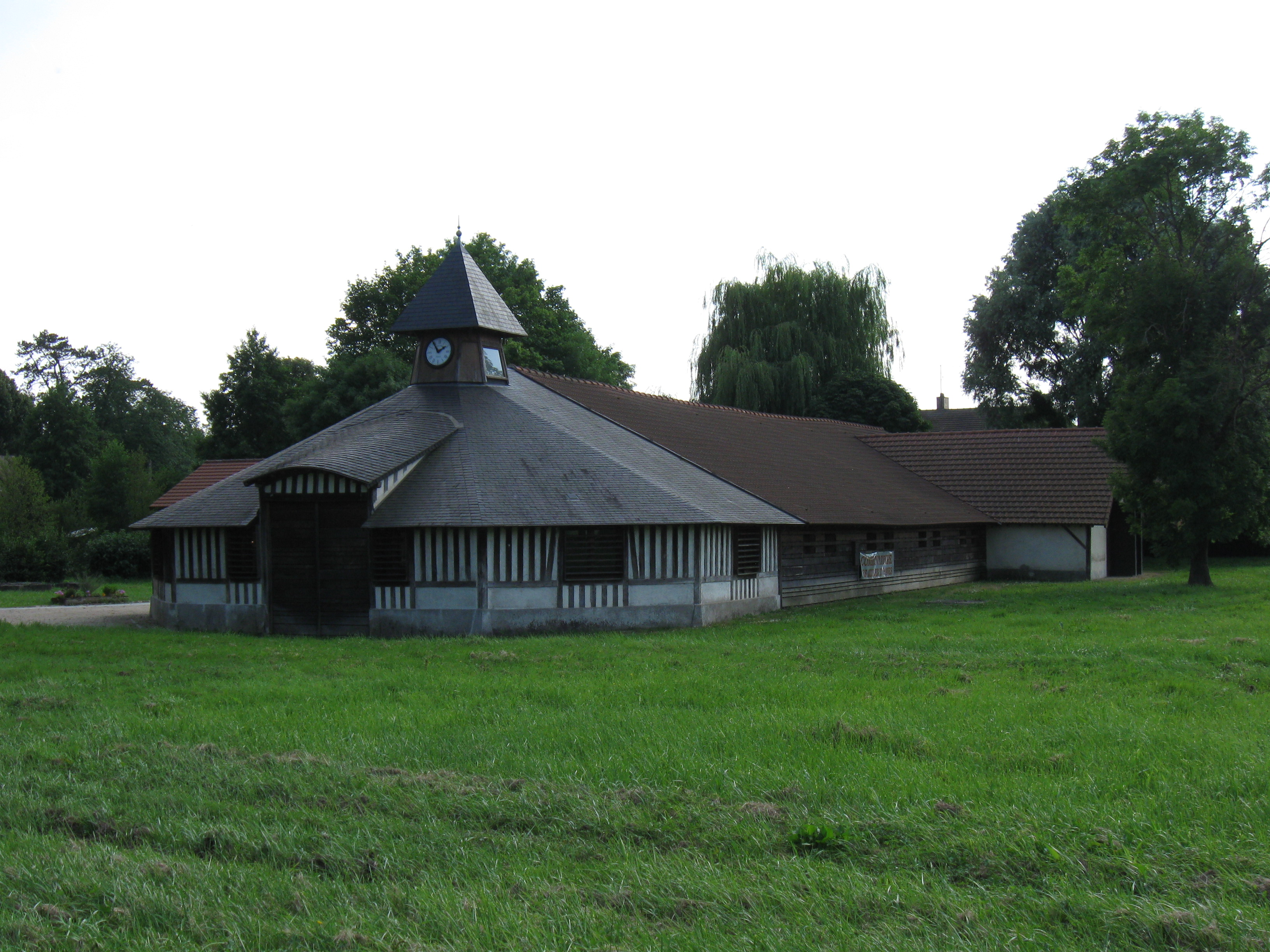
乡村音乐厅
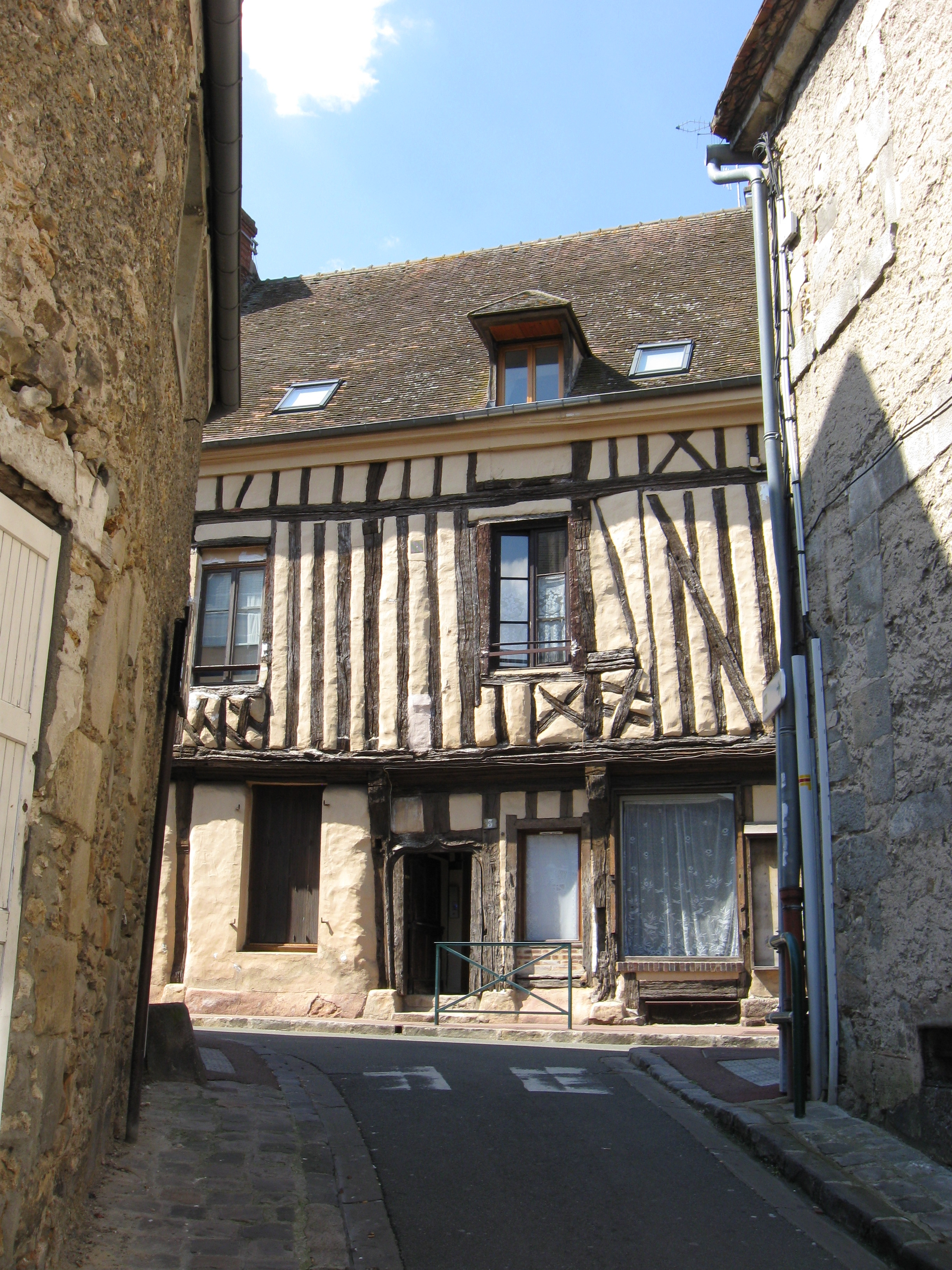
民居

### 旅游
埃佩尔农的旅游事务由其所属的公共社区负责。2020年，埃佩尔农境内共有1家宾馆共计50间房间。

### 媒体
法国主要的媒体均可在埃佩尔农接收，法国电视三台下属的中央-卢瓦尔河谷大区频道在部分时段播出埃佩尔农所属区域的地方新闻。

## 相关人物
法国数学家米歇尔·沙勒出生于埃佩尔农。

## 友好城市
截至2025年8月，埃佩尔农未与任何城市互为友好城市关系：